# O Pai da Noiva (1950)
Father of the Bride (bra: O Pai da Noiva, ou O Papai da Noiva; prt: O Pai da Noiva) é um filme estadunidense de 1950, do gênero comédia, dirigido por Vincente Minnelli. 
Eleita pelo American Film Institute como uma das 100 melhores comédias de todos os tempos (83ª posição).
O filme teve uma sequência em 1951, Father's Little Dividend.

## Sinopse
O pai de uma jovem mulher tem que lidar com a dor de ver a filha se casar, além da dor pelos gastos e organização do casamento.

## Elenco
- Spencer Tracy
- Joan Bennett
- Elizabeth Taylor
- Don Taylor
- Billie Burke